# Жевательная фасция
Жевательная фасция (лат. Fascia masseterica) окутывает жевательную мышцу. Кверху фасция прикрепляется к скуловой дуге, внизу — к краю нижней челюсти, а сзади и спереди — к её ветви. Кзади и отчасти со стороны своей наружной поверхности она связана с фасцией околоушной железы. Внизу она переходит в шейную фасцию, а впереди продолжается в щёчно-глоточную фасцию.